# Les Yeux de la terreur
Pour plus de détails, voir Fiche technique et Distribution.
Les Yeux de la terreur (Night School) est un film américain réalisé par Ken Hughes, sorti en 1981.

## Synopsis
Un tueur psychopathe qui coupe les têtes de ses victimes, sème la panique à Boston.

## Fiche technique
- Titre français : Les Yeux de la terreur
- Titre original : Night School
- Réalisation : Ken Hughes
- Scénario : Ruth Avergon
- Musique : Brad Fiedel
- Photographie : Mark Irwin
- Montage : Robert M. Reitano
- Production : Ruth Avergon & Larry Babb
- Sociétés de production : Fiducial Resource Industrial, Lorimar Film Entertainment, Paramount Pictures & Resource Films
- Société de distribution : Paramount Pictures
- Pays de production :  États-Unis
- Langue : Anglais
- Format : Couleurs - 1,85:1 - Mono
- Genre : Horreur, Thriller
- Interdit aux moins de 12 ans
- Date de sortie :
  - France : janvier 1981 (Festival d'Avoriaz) ; 13 mai 1981 (sortie nationale)
  - États-Unis : 11 septembre 1981
- Affiche : René Ferracci (France)

## Distribution
- Leonard Mann (VF : Pierre Arditi) : le lieutenant Judd Austin
- Rachel Ward (VF : Annie Balestra) : Eleanor
- Drew Snyder (VF : Roland Ménard) : le Pr Vincent Millett
- Joseph R. Sicari (VF : Maurice Sarfati) : Taj
- Nicholas Cairis (VF : Jacques Ferrière) : Gus
- Karen MacDonald (VF : Michèle Bardollet) : Carol Mann
- Annette Miller (VF : Martine Messager) : Helene Griffin
- Bill McCann : Gary
- Margo Skinner : Stevie Cabot
- Elizabeth Barnitz (VF : Jeanine Forney) : Kim Morrison
- Holly Hardman : Kathy
- Meb Boden (VF : Monique Thierry) : Anne Barron
- Leonard Corman (VF : René Bériard) : le prêtre, aux funérailles
- Ed Higgins (VF : Jean Berger) : le médecin légiste
- William McDonald (VF : Jean Berger) : Dave, le médecin examinateur de la police
- Kevin Fennessy (VF : Richard Darbois) : Harry, le concierge de l'école maternelle
- Edward Chalmers Jr. (VF : Raoul Delfosse) : un ouvrier, au restaurant
- John Blood (VF : Jean-Jacques Steen) : l'autre ouvrier, au restaurant
- Ted Duncan (VF : Patrick Poivey) : le chauffeur de camion poubelle
- Jane-Leah Bedrick (VF : Monique Thierry) : la réceptionniste, au collège

## Distinction

### Récompense
- Festival international du film fantastique d'Avoriaz
  - Prix de la terreur pour Ken Hughes